# 1909年奥斯曼帝国反革命政变
1909年奥斯曼帝国反革命政变发生于1909年4月13日，由奥斯曼土耳其帝国的反立宪保守派人士发动，意在恢复苏丹阿卜杜勒-哈米德二世的专制统治。政变发生后，大维齐尔侯赛因·希勒米帕夏卸任，苏丹阿卜杜勒-哈米德二世宣布恢复沙里亚法、恢复专制统治。4月24日，青年土耳其党人借由三三一事件夺回政权，并废黜阿卜杜勒-哈米德二世，重新立宪。

## 背景
1908年7月的青年土耳其党人革命后，苏丹阿卜杜勒-哈米德宣布复行1876年宪法，放弃君主权力，重开议会，建立议会制和多党制的西式民主政治。青年土耳其党政权上台的最初十个月内，试图以多种手段削弱苏丹及其党羽的势力。苏丹皇宫内的职员人数有所缩减，并被替换为联合进步委员会的青年土耳其党人。自由派人物卡米尔帕夏于8月上任大维齐尔。10月，数支皇室卫队被派驻汉志和也门，途中出现哗变。叛变被政府平息，相关部队的长官亦被替换为忠于青年土耳其党的学院派军官（mektepli）。1909年3月，又有两支皇室卫队被派往北马其顿地区的摩拿斯提。借此，联合进步委员会控制了苏丹的卫队武装，令苏丹逐渐沦为虚君。
但是，新上台的青年土耳其党政府并非通晓政治的老手，其统治低效而混乱。卡米尔帕夏政府在次年2月14日因国内的不满和示威而倒台。奥斯曼帝国亦面临严重的外部威胁，1908年10月，奥匈帝国兼并波斯尼亚，青年土耳其党政权威望受损。

## 经过
政变爆发前一周，青年土耳其党政权自马其顿调兵至塔什克斯拉（Taşkısla）军营，以替换部队中的阿尔巴尼亚族和阿拉伯族士兵。青年土耳其党奉行泛突厥主义，因而认为非土耳其族的士兵是“不可靠的”。4月12日，联合进步委员会宣布自身不再是秘密组织，而是作为新的政党出现。当日夜里，马其顿军团中的阿尔巴尼亚族士兵发起哗变，很快酝酿为大规模的士兵叛乱，且有穆罕默德联盟（Mohammedan Union）等原教旨主义组织参与。
4月13日，驻扎于伊斯坦布尔的第一军团发生叛乱，并有大量神职人员和宗教学校学生加入示威，口号包括“沙里亚危在旦夕，我们需要沙里亚”。示威者在24小时之内控制了首都伊斯坦布尔，他们聚集在圣索菲亚大教堂前，要求恢复伊斯兰教法、恢复苏丹的专制统治，开除联合进步委员会的大臣、军官和议员。政府陷入混乱，难以组织起有效的平叛措施。4月14日，大维齐尔侯赛因·希勒米帕夏宣布辞职，新任内阁的战争部长埃特姆帕夏向示威者保证，将同意其恢复专制的诉求。

## 结局
4月23日，萨洛尼卡的联合派将领马哈茂德·塞夫凯特帕夏率两万余人的“行动军”抵达首都伊斯坦布尔，26日控制全城，平息政变。4月27日，青年土耳其党人通过议会决定废黜苏丹阿卜杜勒-哈米德二世，另立其弟即位成为穆罕默德五世，这一事件结束了此次反革命政变带来的乱局，被称为“三三一事件”。